# Hollesley
Hollesley – wieś w Anglii, w hrabstwie Suffolk, w dystrykcie East Suffolk. Leży 19 km na wschód od miasta Ipswich i 123 km na północny wschód od Londynu. Miejscowość liczy 1400 mieszkańców.